# Hillman (Michigan)
Pour les articles homonymes, voir Hillman (homonymie).
Hillman est un village des comtés d'Alpena et de Montmorency, dans l'État du Michigan, aux États-Unis. En 2020, il comptait une population de 605 habitants.